# Ottawa (ancienne circonscription fédérale)
Pour les articles homonymes, voir Ottawa (homonymie).
Le Comté d'Ottawa fut une circonscription électorale fédérale de la région de l'Outaouais au Québec. Elle fut représentée de 1867 à 1892.
C'est l'Acte de l'Amérique du Nord britannique de 1867 qui préserva le district électoral du Comté d'Ottawa déjà existant dans le Bas-Canada. Abolie en 1892, elle fut redistribuée dans les circonscriptions de Wright et de Labelle.

## Géographie
En 1867, la circonscription du Comté d'Ottawa comprenait:
- Les localités de Buckingham, Templeton, Hull, Eardly, Masham, Wakefield, Portland, Derry, Rippon, Denholm, Low, Aylwin, Hincks, Bowman, Villeneuve, Lathbury, Hartwell, Suffolk, Ponsonby, Amherst, Addington, Preston Bidwell, Wells, Bigelow, Wright, Northfield, Blake, McGill, Killaly, Dudley, Chabot, Bouchette, Cameron, Maniouaki, Kensington, Egan, Aumond, Bouthillier, Kiamica, Merritt, Sicotte et Campbell

## Députés
1. 1867-1891 — Alonzo Wright, Libéral-conservateur
2. 1891-1892 — Charles Ramsay Devlin, Libéral